# Giornata mondiale del teatro
La giornata mondiale del teatro, istituita dall'Istituto Internazionale del Teatro a sostegno delle arti di scena, si celebra a partire dal 1962 il 27 marzo di ogni anno.

## Storia

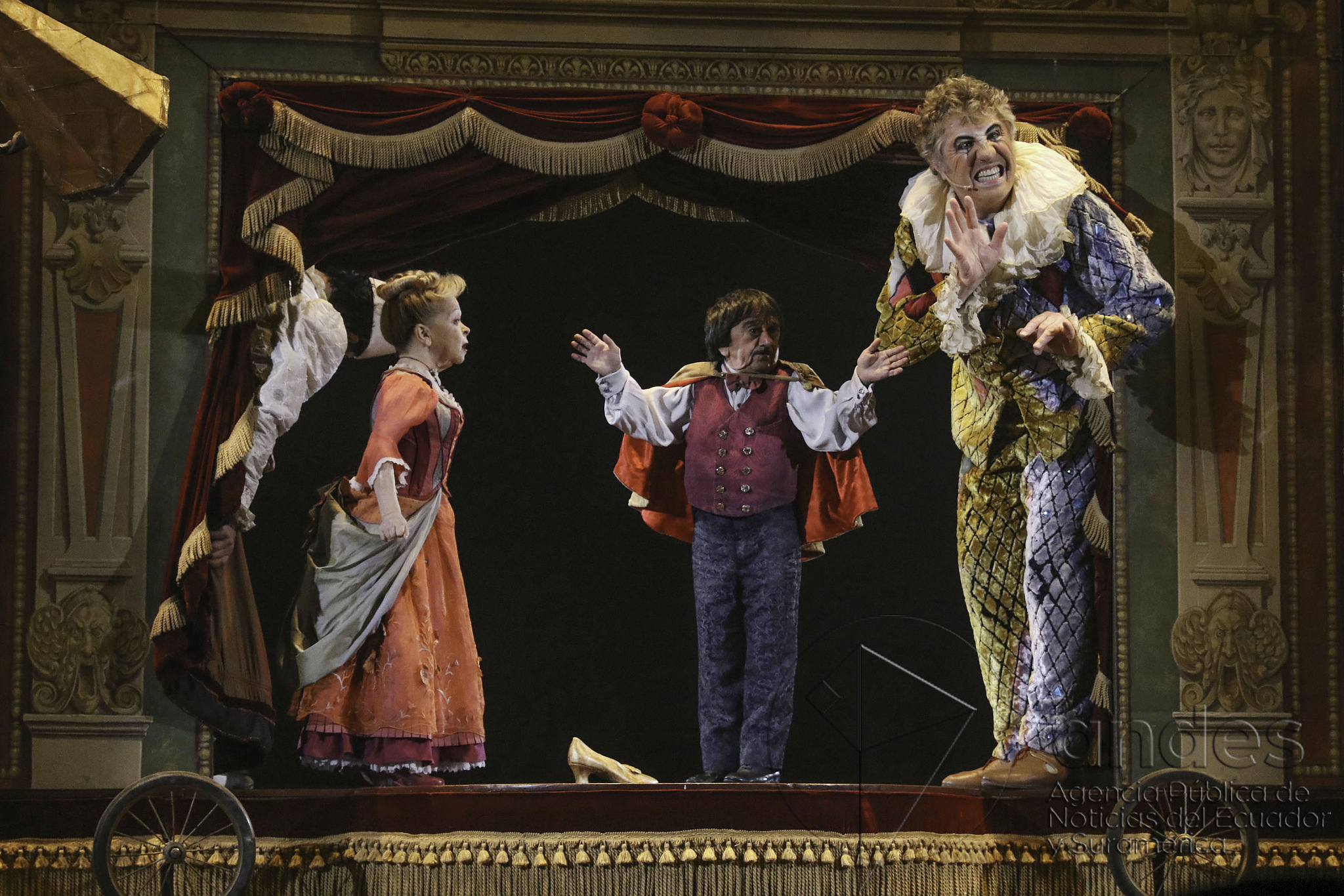
Giornata mondiale del Teatro

La Giornata Mondiale del Teatro fu istituita nel 1961 a Vienna nel corso del IX Congresso mondiale dell'Istituto Internazionale del Teatro (International Theatre Institute, acronimo: ITI)  su proposta del drammaturgo finlandese Arvi Kivimaa. L'ITI è una organizzazione internazionale non governativa, avente sede a Parigi e Shanghai, fondata a Praga nel 1948 dall'UNESCO e da illustri personalità delle arti di scena. 
La Giornata Mondiale del Teatro si celebra dal 27 marzo 1962, su iniziativa dei vari Centri nazionali dell'ITI; tale data venne scelta in quanto era il giorno d'apertura della stagione del Teatro delle Nazioni di Parigi. Da allora ogni anno, per l'occasione, una eminente personalità del mondo del teatro o della cultura, su invito dell'ITI, predispone un Messaggio internazionale, le cui riflessioni sul teatro e sulla cultura della pace vengono diffuse in tutto il mondo. Il primo messaggio fu scritto da Jean Cocteau;  gli italiani prescelti sono stati due, Luchino Visconti (1973) e Dario Fo (2013).
Il Messaggio internazionale del 2023 è stato affidato a Samiha Ayoub, attrice egiziana soprattutto di teatro, ma attiva anche nel mondo del cinema e della televisione.
La Giornata Mondiale del Teatro nel 2024 è giunta alla 62ª edizione e per l’occasione il messaggio, dal titolo ‘L’arte è Pace’, è stato scritto da Jon Fosse, scrittore e drammaturgo norvegese, e richiama in maniera forte e profonda i valori fondativi del teatro rispetto alla comunità globale, sottolineando il valore pacifico e universale dell’arte.